# Bodies and Souls
Bodies and Souls es el séptimo álbum de estudio del grupo musical estadounidense The Manhattan Transfer. Fue publicado en septiembre de 1983 a través de Atlantic Records. Incluye apariciones especiales de Stevie Wonder, Rod Temperton, Frankie Valli y Jeremy Lubbock.

## Recepción de la crítica
El crítico de AllMusic, Richard S. Ginell, declaró: “Manhattan Transfer es tan bueno en vocalese que uno se pregunta por qué se molestaron en perseguir éxitos en el lenguaje pop fabricado y anónimo de 1983”.

## Galardones
| Año  | Premio         | Categoría                                    | Destinatario                    | Resultado | Ref.  |
| ---- | -------------- | -------------------------------------------- | ------------------------------- | --------- | ----- |
| 1983 | Premios Grammy | Mejor interpretación vocal jazz, duo o grupo | «Why Not! (Manhattan Carnival)» | Ganador   | [ 2 ] |

## Lista de canciones
Todas las canciones escritas y compuestas por John Capek y Marc Jordan, excepto donde esta anotado. 
| Lado uno: “Bodies” |                                                |          |  |
| N.º                | Título                                         | Duración |  |
| 1.                 | «Spice of Life» (Derek Bramble, Rod Temperton) | 3:42     |  |
| 2.                 | «This Independence»                            | 5:02     |  |
| 3.                 | «Mystery» (Temperton)                          | 5:01     |  |
| 4.                 | «American Pop»                                 | 3:36     |  |
| 5.                 | «Soldier of Fortune»                           | 4:25     |  |

| Lado dos: “Souls” |                                                                                |          |  |
| N.º               | Título                                                                         | Duración |  |
| 1.                | «Code of Ethics» (Wayne Johnson, Alan Paul, Randy Waldman)                     | 5:07     |  |
| 2.                | «Malaise En Malaisie» (Alain Chamfort, Serge Gainsbourg, Paul)                 | 4:01     |  |
| 3.                | «Down South Camp Meetin'» (Fletcher Henderson, Jon Hendricks, Irving Mills)    | 3:04     |  |
| 4.                | «Why Not! (Manhattan Carnival)» (Michel Camilo, Julie Elgenberg, Hilary Koski) | 2:34     |  |
| 5.                | «Goodbye Love» (Jeremy Lubbock, Richard Rudolph)                               | 3:07     |  |
| 6.                | «The Night That Monk Returned to Heaven» (Robert Kraft)                        | 3:22     |  |

## Posicionamiento
| Gráficas (1983–84)                                | Pico de posición |
| ------------------------------------------------- | ---------------- |
| Australia (Kent Music Report)                     | 75               |
| Estados Unidos (Billboard 200)                    | 52               |
| Estados Unidos (Billboard Top R&B/Hip-Hop Albums) | 38               |
| Nueva Zelanda (Recorded Music NZ)                 | 49               |
| Reino Unido (UK Albums Chart)                     | 53               |
| Suecia (Sverigetopplistan)                        | 31               |